# Charlys Comeback
Charlys Comeback ist ein Schweizer Fernsehfilm aus dem Jahr 2010. Christian Kohlund und Charlotte Schwab spielen die Hauptrollen in dieser Liebeskomödie, die im schweizerischen Toggenburg spielt. Regie führte Sören Senn, produziert wurde der Film vom Schweizer Fernsehen und der cineworx filmproduktion.

## Handlung
Nach 35 Jahren kehrt der ehemalige Skirennfahrer Charly aus Amerika ins toggenburgische Wildhaus zurück, wo er seine Jugendliebe Margrit wiedertrifft, jene Frau, die er damals beinahe geheiratet hätte.
Charly macht ihr erneut den Hof, aber die Hotelbesitzerin ist nicht gut auf ihn zu sprechen. Ein österreichischer Konkurrent und eine bislang unbekannte Enkelin erschweren die Absichten des Frauenhelden, die grosse Liebe seines Lebens erneut zu erobern.
Vor ihrer Versöhnung kommt es zwischen Charly und Margrit immer wieder zu Konflikten, die alle mit den noch immer ungeklärten Ereignissen vor 35 Jahren zu tun haben: mit der Frage, ob er sie damals kurz vor der Hochzeit tatsächlich betrogen hat und ob es wahr ist, dass die Eheringe noch immer im Handschuhfach jenes VW Käfers liegen, der damals auf dem Weg zur Hochzeit in einen Bergsee gestürzt ist.